# 夏希まろん
夏希 まろん（なつき まろん、1996年12月25日-）は、日本のAV女優。元ダンサー。

## 略歴
2019年8月13日、アイデアポケット専属女優「夏希 まろん（なつきまろん）」としてデビュー。
「日本中のクラブで一大旋風を巻き起こしている‘あの’元ダンサーズメンバーAVデビュー」
2020年6月より企画単体女優として活動。
2021年3月28日、所属事務所ティーパワーズよりクローネに移籍したことをInstagramにて公表。
2023年5月9日、アローズ所属と「夏夜 える」に改名したことをTwitter（現X）にて公表。
2024年3月11日、NAX所属と「夏希 まろん」に再度改名したことをX（旧Twitter）にて公表。
2024年8月5日、NAXを8月2日付けで退社したこと公表。当分はフリーとして活動。
2024月12月6日にYouTubeのチャンネル「なつきまろん♡」にて今後の活動方針を報告した。

## 人物
福岡県出身。O型。
趣味は映画鑑賞、特技はダンス。
好物＝ユッケ、チャンジャ、鳥のタタキ、チョコレート、
納豆はほぼ毎日食べる。果物ではパイナップルが好き。お酒はハイボール。
好きな芸能人はダレノガレ明美と泉里香。
好きな女優は明日花キララ、三上悠亜。理由として「キレイでスタイルがよくてエロい」と挙げている。
好きな男性のタイプはマッチョで爽やかな人。内面は一途で男らしい人。
好きな体位はバック。男性に支配されている感が好きでMと公言。
初体験は13歳。当時、憧れていた学校の先輩。
スムースチワワ♀のヴァニールちゃんと暮らしている。実家では犬、猫、うさぎ、鳥、ハムスターもいた。
腰ほどまでに長い髪は地毛である。
仕事の予定ない日は毎日ジムに行く。またアニメを観たり、モンハンにハマったりと意外な一面もある。
「一つの体位で何回もイケます 」「フェラチオ、1日中舐めれます」など見た目だけではないスペックの持ち主。

## 作品

### アダルトDVD
| 発売日    | タイトル | 品番           | メーカー                    |
| 2019年    | 2019年 | 2019年         | 2019年                      |
| --------- | --- | -------------- | --------------------------- |
| 8月13日   | 新人 AVデビュー！！ FIRST IMPRESSION135 美姉 クラブで大活躍！‘あの’元ダンサーズメンバー専属決定！ | IPX-347        | アイデアポケット            |
| 9月13日   | 「奥が気持ちイイの…」 ’あの’元ダンサーズメンバーのイクイク快感絶頂4セックス230分スペシャル | IPX-362        | アイデアポケット            |
| 10月13日  | ≪1vs1タイマン≫ 艶やかで過激なランジェリー美女と1日で絶倫10回射精オーガズム激性交 イイ女が相手なら男は絶倫になる… | IPX-378        | アイデアポケット            |
| 11月13日  | 『バカにしやがって！！ (狂)』形勢逆転！！ 媚売り外面の良い美女レースクイーンをハメてヤリまくって犯（ヤ）った。 | IPX-393        | アイデアポケット            |
| 12月13日  | キレイなお姉さんと交わすヨダレだらだらツバだくだく濃厚な接吻とセックス | IPX-411        | アイデアポケット            |
| 2020年    | |                |                             |
| 1月13日   | 気高き女教師には最低な屈辱を… 口うるさい女教師の口をち○ぽで塞ぐ集団輪姦 | IPX-424        | アイデアポケット            |
| 2月13日   | 解禁！クラブで大活躍！’あの’元ダンサーズメンバー 人生初 生中出しセックス | IPX-437        | アイデアポケット            |
| 5月19日   | ひなたまりん＆夏希まろん Wパイパン芸能人 大量潮吹きエクスタシー3時間スペシャル | SSNI-787       | エスワン                    |
| 5月19日   | ひなたまりん＆夏希まろん Wパイパン芸能人 大量潮吹きエクスタシー3時間スペシャル | 9SSNI-787※BD版 | エスワン                    |
| 8月25日   | 「忘れさせて（彼氏を）…」 花火大会の後、彼氏にフラれた傷心ギャルをナンパお持ち帰りしたら…迷うことなく、 他人棒にしゃぶりつき、マン汁垂れ流しながら迫られヤリまくった。 検証動画 | NNPJ-398       | ナンパJAPAN                 |
| 9月4日    | 美人すぎるナースがオナニーできない僕を不憫に思ったのか「内緒ですよ…」とこっそり騎乗位で中出しまで… でも満足し足りなかったのかそのまま今度は激しい腰振り杭打ちピストンで上書き中出し！！（若宮はずき、水川スミレ、乙咲あいみ）                                                          | DOCP-244       | プレステージ                |
| 9月10日   | マジックミラー号ハードボイルド 飲み会中のほろ酔い女子大生がペニスリング・ローターを初体験！ 激震チ○ポで何度もイキ潮を吹かされた素人娘にこっそり中出し！ さらに「あなたよりヤリマンな友達を紹介して◆」と呼んでもらったSEX好きJDと中出しの限界に挑戦 （弥生みづき、河合ゆい、逢見リカ ） | SVDVD-815      | サディスティック ヴィレッジ |
| 10月8日   | 羞恥 新任女教師が学習教材にされる男子校の性教育 生徒の目の前で無遠慮な指が膣に挿入される！プライドは崩壊するが、子宮の奥から愛液があふれ出る（逢見リカ、河合ゆい） | SVDVD-820      | サディスティック ヴィレッジ |
| 10月13日  | 神プロポーション細腰モデルと生ハメOK愛人契約で理性吹き飛ぶ快楽中出し不倫 | EBOD-773       | E-BODY                      |
| 10月15日  | No.1バニーガール史上最悪の恥辱4 | GVH-135        | グローリークエスト          |
| 10月19日  | 彼女のお姉さんは巨乳と中出しOKで僕を誘惑 | PPPD-876       | OPPAI                       |
| 10月19日  | 変態オッサンのパコ活動画 | TIKB-095       | チキチキカマー/ 妄想族      |
| 10月26日  | 極上娼婦の様な美ボディで射精を煽る♯裏垢セレブ美人妻（25歳）にDMしたら即OK！ 敏感痙攣でイキまくるチ○ポ喰いのイイ女 | APKH-156       | オーロラプロジェクト        |
| 11月7日   | 巨乳で美脚で超クビレ！スーパーモデル美女は中出し大好き超ドM！「駅弁エッチがしたいんです！」 | EKDV-647       | クリスタル映像              |
| 11月27日  | '性格が擦れていないけどエロそうな女子大生の自宅で童貞くんが悩みを相談したら…！？JDの性欲と母性本能くすぐる童貞の香りが女子大生を発情させて極上筆おろし！'（詩音乃らん、生駒みく、木下ひまり）                                                                                          | SIM-100        | プレステージ                |
| 12月1日   | 街で噂の占い師 | NACR-379       | プラネットプラス            |
| 12月3日   | ノーブラノーパンで挑発してくるスケベ奥さんが隣に引っ越してきた！ | GVH-162        | グローリークエスト          |
| 12月19日  | Wおっぱい挟み撃ち金玉カラッポになるまで何度も追撃する発射無制限逆3P中出しソープ （大浦真奈美） | PPPD-894       | OPPAI                       |
| 12月24日  | '羞恥 ある日突然男女社員混合 強●OL健康診断2020 スペシャル 2枚組'（叶ユリア、森日向子、斎藤みなみ、堀北わん、水森めぐ） | SVDVD-832      | サディスティックヴィレッジ  |
| 12月25日  | 愛する夫の目の前で狂気ストーカーに…犯され中出しされた巨乳妻 | HZGD-173       | 人妻花園劇場                |
| 12月25日  | '素人女子大生の皆さん！デカチン洗体してくれませんか？カチカチに反り返ったデカチンをお尻の穴から亀頭の先まで入念に泡洗い！密着洗体でオマ○コがグショグショ赤面発情！そのまま子宮の奥まで届くデカチンで激ピス中出しセックス！！'（三花しずく、山口葉瑠、優希うらら）                      | SKMJ-137       | 赤面女子                    |
| 12月25日  | 'ホテル代もかからない最高のセフレは人妻 夫が留守中、自宅直行即ハメ濃厚中出し13発'（木下ひまり、生駒みく、詩音乃らん） | SIM-103        | プレステージ                |
| 2021年    | |                |                             |
| 1月15日   | '昼間っからエっグいほど下品な姿でヨガりまくって不倫するドスケベ妻2'（羽咲美亜、板野莉亜、成海美雨） | SIM-106        | プレステージ                |
| 1月29日   | 嫌いな上司のまったく射精しない鬼チ●ポに朝まで一晩中、犯●れて…。 | DFE-051        | ワープエンタテインメント    |
| 2月13日   | レースクイーンラバーズ | DPMI-056       | ミル                        |
| 2月13日   | 「嫉妬する、でも、勃起する」他人に抱かれる彼女は最高に美しい。なつき | DASD-810       | ダスッ！                    |
| 2月19日   | 息子の嫁は根っからの淫乱女だった…。 | KSBJ-119       | KSB企画/エマニエル          |
| 2月19日   | '親父のクソ若い再婚相手は都合のいいタダマン息子チ○ポといっつもパコりまくるビッチ義母'（羽咲美亜、成海美雨、板野莉亜） | SIM-109        | プレステージ                |
| ３月1日   | 新婚の僕が出張先で女上司とまさかの相部屋 朝から晩まで性奴隷にされた逆NTR | JUFE-261       | Fitch                       |
| 3月１３日 | 両親の不在中の2日間、童貞の僕はお姉ちゃんの同級生のヤリマンビッチに何発でも中出しできる絶倫チ●ポに改造された… | MIAA-403       | MOODYZ                      |
| 3月２５日 | 片想いの姉の友達に、30日間禁欲させられた後、姉が不在の2人きりの72時間、17発の中出しと射精で搾り取られ続けた僕。 | HND-965        | 本中                        |
| 4月13日   | 恥辱の抵当妻 | APNS-235       | オーロラプロジェクト        |
| 4月19日   | スペンス乳腺開発クリニック | PPPD-920       | OPPAI                       |
| 4月23日   | '素人ヘアヌード大図鑑～都会の女子大生編'（花音うらら、平手まな、井上そら、優希うらら、小鳥遊ももえ、鈴木真夕、成田つむぎ、真木夏芽、咲乃にいな、もなみ鈴） | SABA-692       | S級素人                     |
| 5月7日    | 激しく冷たい雨の日…家庭教師の巨乳お姉さんと、もっと激しいキスと中出しで温め合ったあの夜。 | PRED-312       | プレミアム                  |
| 5月14日   | 'なまハメT★kTok Vol.02'（黒川さりな、月乃さくら、川村晴） | MGT-143        | プレステージ                |
| 6月1日    | 神乳まろんは中出ししないと許してくれない。 | SQTE-371       | S-Cute                      |
| 6月1日    | メンズエステで嫌いな義父と遭遇 その日から回春マッサージが得意なタダマン性処理ペットになった | WAAA-063       | ワンズファクトリー          |
| 6月19日   | 神スレンダー巨乳お姉さんが時間無制限でぶっ通し射精させてくれる高級下着メーカー直営メンズエステ | PPPD-937       | OPPAI                       |
| 6月25日   | あれから（失恋の夜）10か月…大好評につき再出演オファー！AV撮影の為、前日からホテルで一泊。 男優と同じ部屋で…リアル相部屋NIGHT まろん（24歳） | NNPJ-457       | ナンパJAPAN                 |
| 7月1日    | 夏希まろんの凄テクを我慢できれば生★中出しSEX！ | WAAA-071       | ワンズファクトリー          |
| 8月1日    | 'ヤレる人妻回春マッサージ29 中出し交渉盗撮'（浅宮ちなつ、成澤ひなみ、辻さくら、リリー・ハート） | CLUB-646       | 変態紳士倶楽部              |
| 8月1日    | 'ボクの事を昔イジメていたヤンキー娘が美人妻になって健全なマッサージ店で性的サービスをしている情報を入手、それをネタに復讐ついでに中出しまでした件。26'（百永さりな、辻井ほのか） | CLUB-647       | 変態紳士倶楽部              |
| 9月21日   | '親友対決！固定ディルド腰ふり競争1000回ふらなきゃ帰れまセン！！11'（稲場るか、吉乃桃果、桃井杏南、望月あやか、七森あい） | HJMO-471       | はじめ企画                  |
| 10月5日   | 愛人秘書との濃密な調教記録映像 | ATID483        | アタッカーズ                |
| 10月5日   | 'ヤレる人妻回春マッサージ30 中出し交渉盗撮'(稲場るか、若月みいな、望月あやか、真木夏芽) | CLUB-653       | 変態紳士倶楽部              |
| 11月2日   | 1年前に告白した先生から「あの日の約束覚えてる？」と言われ、1日中先生の家で優しくねっとり痴女られたボク。 | BF-646         | BeFree                      |
| 11月15日  | 街角巨乳妻ナンパ生中出し！ 僕ん家に行きませんか？ イカセSEX 5時間 | WA-467         | ロータス                    |
| 12月14日  | 派遣マッサージ師にきわどい秘部を触られすぎて、快楽に耐え切れず寝取られました。 | DASD-945       | ダスッ！                    |
| 12月21日  | 夏希まろん8時間BEST | PPBD-222       | OPPAI                       |
| 2022年    | |                |                             |
| 1月18日   | 顔出し解禁！！ マジックミラー便 高級美容サロン勤務の美人エステティシャン 初めての睾丸マッサージ編 8人全員SEXスペシャル！！キ●タマを丁寧に揉みほぐして見たことないほど勃起したチ○ポに思わず火照ってしまったびしょ濡れオマ○コにデカチン挿入！！                                          | DVDMS-760      | ディープス                  |
| 1月27日   | 美くびれ水泳部顧問マシンバイブ輪●！子宮口をクスコで拡張し妊娠ザーメンぶっかけ！性奴●に堕落させ24時間犯し続ける！ | SVDVD-903      | サディスティックヴィレッジ  |
| 2月22日   | 先立った兄貴に家族を宜しくと頼まれたので母×娘まとめて中出し調教して服従させる事にした―。 （本田瞳） | JUL-875        | マドンナ                    |
| 2月22日   | 家庭的でウブギャルな美人義姉が家中どこでも献身的おち●ぽガッツキ女に大変身www モチのロン中出しOK！ | ROYD-083       | ROYAL                       |
| 2月23日   | '羞恥！彼氏連れ素人娘をマシンバイブでこっそり攻めまくれ！21素人VSマシンバイブ 激安居酒屋にマジックミラー特設スタジオを設置令和4年お正月だヨ！美人姉妹が酒とノリでNTRスペシャル！編'（葉風ゆりあ、南乃そら、桜坂りんか、結城のの）                                                      | SVDVD-908      | サディスティックヴィレッジ  |
| 3月10日   | 洗脳MCリベンジャーズ2 | RCTD-458       | ROCKET                      |
| 3月22日   | 媚薬痴○電車 生徒に厳しすぎる肉欲を持て余す女教師 | DASD-981       | ダスッ！                    |
| 4月1日    | '「体液飲んでくれると興奮するの、、、」止められない欲情に限界が！！唾液ダクダク体液交わる濃密SEX'（彩川ゆめ、岬あずさ） | DOCP-351       | DOC                         |
| 4月5日    | 下着姿でうろつく美尻お姉さんたちが毎日ボクの精子を搾り尽くすTバック痴女シェアハウス逆5P生活 （藤森里穂、月乃ルナ、篠田ゆう） | PFES-028       | MOODYZ                      |
| 4月26日   | ズボッヌポぉっ！変幻魅惑の最強騎乗位 じゅぷっぬちゃぁ！超絶ずっぽりフェラ 交互無限に繰り返す変態幼馴染 | DASD-996       | ダスッ！                    |
| 5月27日   | 初浮気の極妻を喰らう | PAKO-047       | MERCURY                     |
| 6月9日    | '羞恥！おっぱいや膣穴尻穴までも視姦された私…日給8万円だけど制服が逆バニーなファミレスアルバイト！'（姫咲はな） | SVDVD-925      | サディスティックヴィレッジ  |
| 6月21日   | ヤリモクFriends04 ギャップ萌えのくびれギャルがグイグイラブホに誘ってきたのでハメ撮りしちゃいました！！ | BLK-592        | kira☆kira                   |
| 9月1日    | 予約半年待ちの神メンエス嬢 生ハメ中出しOKの裏オプ行為を完全盗撮 スタイル・顔・サービスSSS級の痴女に盗撮バレで終わったと思ったら搾精されまくった。 | MILK-154       | MILK                        |
| 9月22日   | 機内の乗客は僕（絶倫）ひとり！暇を持て余すドエロいTバック痴女CAに囲まれて出発から到着まで何度もヤられまくった（有岡みう、三尾めぐ） | DANDY-826      | DANDY                       |
| 11月1日   | 僕のカノジョを紹介します 僕だけが知っているHな素顔 可愛い笑顔で蛸口フェラ！メイ 羞恥全開ハメ撮りLIVE！マロン 激ピス3P淫乱開花！メグ（さつき芽衣、三尾めぐ） | YMDD-299       | 桃太郎映像出版              |
| 2024年    | |                |                             |
| 12月12日  | サキュバスエアライン 優秀遺伝子を搾精する淫魔ファーストクラス！セレブ客の行先は天国か地獄か?（尾崎えりか、弥生みづき） | SVDVD-956      | サディスティックヴィレッジ  |

### アダルトVR
| 発売日   | タイトル | 品番       | メーカー           | 備考   |
| 2020年   | 2020年 | 2020年     | 2020年             | 2020年 |
| -------- | --- | ---------- | ------------------ | ------ |
| 6月26日  | 下着モデルをさせられて…VR 夏希まろん | SIVR-085   | エスワン           |        |
| 10月22日 | No.1キャバ嬢をナンパしてお持ち帰り！【究極のクビレ美巨乳Gカップ】超敏感ドスケベ美女を出会ったその日にハメ倒し、美アナル丸見えガン突きピストンで絶頂イキさせまくって【顔射】しちゃいました！I◆歌舞伎町                                   | KIWVR-181  | こあらVR           |        |
| 11月19日 | 絶対本番禁止のメンズエステ店でGカップ美巨乳の極上エステ嬢とオイルSEX！アロマディフューザーに【媚薬】を仕込むとおチ○ポねだってきたのでお店に内緒で【生中出しキメセク】できちゃいました！                                                 | KIWVR-175  | こあらVR           |        |
| 2021年   | |            |                    |        |
| 3月22日  | 'こあらVR極 超4KHQ 60fps 3DVR全裸大図鑑 謝礼しますのでハダカを見せてください！アナルひくひくさせて下さい。オナニーも見せてもらってもいいですか？'（晶エリー、結城のの、高瀬りな、久留木玲、姫咲はな、林愛菜、田中ねね、永愛、長瀬麻美） | KIWVR-210  | こあらVR           |        |
| 4月1日   | 'シンプルにヌケるが一番！誘惑のボディーパーツを見抜けるVR。凄技痴女編'（波多野結衣、森沢かな、REMI、花宮あむ） | MIVR-064   | MILU VR            |        |
| 9月20日  | Gcupスリムボイン美女の超接近するピン勃ち乳首＆ヒクヒク動くアナルとめちゃ顔近い超・覆いかぶさり正常位とガンガン突きまくる立ちバックと超・覆いかぶさり騎乗位と密着状態で腰振りまくる対面座位【生中出し】 夏希まろん                       | AJVR-130   | アリスJAPAN        |        |
| 11月20日 | 神が創り出した最高のカラダとベロテクで男をイカせる昇天全身リップヘルス | BIBIVR-044 | KMP                |        |
| 12月12日 | 思わせぶりな魅惑ボディで誘惑され続け… 従姉弟のムンムンの灼熱フェロモンに我慢がデキなくなってしまったボク | VRKM-487   | KMP                |        |
| 2022年   | |            |                    |        |
| 1月6日   | 直立特化VR 上から見下しアングル性交 VRゴーグル装着し立ちながらオナニーする人のために作りました。 | WAVR-202   | ワンズファクトリー |        |
| 4月29日  | '褌顔騎VR'（佐藤ののか、篠田ゆう、新村あかり、通野未帆、倉多まお、西田カリナ、推川ゆうり） | VRKM-614   | KMP                |        |
| 6月8日   | 美顔至近アングルVR！！夏希まろんがディープキスの数だけアナタを愛してる。 糸引き唾液ディープキス！中出しの瞬間もディープキス！さらにアナタから能動的ディープキス！キスにとことんこだわったベロキスしまくり高画質！！                     | MDVR-214   | MOODYZ             |        |
| 6月12日  | 顔◎！スタイル◎！エロテク◎！ 超富裕層しか経験できないオールハイスペックW愛人と夢の逆3PハーレムVR （蜜美杏） | EBVR-069   | E-BODY             |        |
| 10月18日 | 「2人だけの秘密」【SEX禁止なのに本番出来ると噂】のおっパブで人気No1神乳S級キャストが生挿入懇願！デカパイ揉み放題ハメ放題のお店に内緒の【口内射精・中出し3発】裏オプスペシャルコース                                                     | KIWVR-418  | こあらVR           |        |

### WEB動画
| 発売日   | タイトル | 品番        | 備考   |
| 2018年   | 2018年 | 2018年      | 2018年 |
| -------- | --- | ----------- | ------ |
| 7月18日  | このビジュアルでこのエロさ、反則級！！マネキンのようなギャル！！完璧な美貌と水着が映える見事なクビレの極上ボディ！！プリップリのG乳&ハリのきいた美尻を弾ませてイキ狂う！！大量3発射！＋朝立ちチ○ポいただきま～す♪ ミーアキャットちゃん 25歳 ハイレグ＆紐Wコスのフェラ魔女 | 300MAAN-559 |        |
| ７月26日 | 魅惑のスケベ四肢！生ハメロックダウン！ミーアキャットちゃん！清楚な見た目でGカップ！ウエストは53！？ホテルに着いたら即フェラ開始のド淫乱美女w手マンで潮吹き！クンニでスケベ汁が止マラない！ハイレグ&紐コスで中出し2回戦セックスwww【えろコスリレーバトン7人目】 なつき 21歳 大学3年生/水着売り場でバイト | 428SUKE-032 |        |
| 9月6日   | 【出現率0.05%激レア出勤】超ハイクラス美女なダンスインストラクターを彼女としてレンタル！口説き落として本来禁止のエロ行為までヤリまくった一部始終を完全REC！！プライベートジェットで大人なクルージングデートを楽しんだ後はホテルで濃厚いちゃラブSEX！！超スレンダーなのに驚異のGカップ！！即イキしまくるド敏感娘は反応がいちいちエロ過ぎる！！！激イキしながら「たくさん出して！！」とお願いされて中出し不可避！！【即イキG乳お姉さん】 夏樹 23歳 ダンスインストラクター | 300MIUM-629 |        |
| 9月19日  | 【超絶美貌×異次元ボディ】群を抜いた超美形爆エロギャルが今宵も男のタマを転がしまくる！！水着で際立つ圧倒的スタイル！！美尻とクビレを魅せつけるように突き出して女豹の如くチ○ポをしゃぶる！その姿はまさに絶景！！感じまくってうねり狂う信じられないほど美しい女体！！無制限イクイク連呼で悦びイキ連発！！【プールナンパ2020】 まろん 24歳 読者モデル兼アパレル店員 | 300MAAN-581 |        |
| 9月19日  | 【神乳神尻×究極の美女×中出し3連発】こいつはスゲ～ヤツが現れたぞ！オラワクワクすんぞ！でっけ～乳にでっけ～尻！オラぱふぱふすんぞ！びっくんびっくん痙攣！イッグんイッグん絶頂！こいつで終めぇだ中出しハメハメ波3連発！次回予告「ヤツはもしかして伝説のスーパーサ●ヤ人…！？」【ギャルしべ長者33人目 れいか】 神乳神尻×究極の美女れいか 22歳 超アイリスト | 390JAC-059  |        |
| 9月20日  | ボクとカノジョ。 まろん | BKKN-112    |        |
| 9月24日  | '【配信専用】マジ病みつき度200%すんごいHなアラサーお姉様の神業搾精手コキ！'（晶エリー、織田真子、咲乃小春、藤森里穂、宝生リリー、神咲まい、水川スミレ、飯山香織、森保さな） | FCH-064     |        |
| 9月30日  | なつき(25) | 435MFC-041  |        |
| 9月ｰ日   | ドMビッチ スレンダー巨乳 夏希まろん | ｰ           |        |
| 10月29日 | '完全主観！！イクまで絶対離さない！！ド変態痴女の乳首責め！！'（織田真子、里美ゆりあ、波多野結衣、藤森里穂、飯山香織、神咲まい、新垣智江、逢見リカ、月城らん） | FCH-066     |        |
| 11月17日 | すず/20歳/スレンダーG乳ギャル | 345SIMM-554 |        |
| 11月20日 | フェラ抜き本数200人以上！神級美女がギャラ飲みSEX参戦】バイバイフェラって知ってる？タイプじゃなくてもデートした相手とはお別れ前に絶対ヌイて満足させてあげるエロ堕天使登場！！今回のマドンナは埼玉県川越市が生んだ極上ボディの超美人ギャル！！はち切れんばかりのGカップ巨乳から、お尻までの曲線美がパーフェクト！！圧倒的パイズリ！か・ら・のWチ○ポしゃぶしゃぶ炸裂！！パーティー3Pセックスでヤリたい放題ww【関東ギャラ飲み連盟NO.2 まな】 まな 23歳 ネイリスト          | 300MAAN-601 |        |
| 11月30日 | なみ | SPCY-009    |        |
| 12月4日  | 栗山夏 | HOI-149     |        |
| 12月7日  | 【G乳ギャル人妻と自宅不倫】人妻になった元カノと旦那不在の自宅で… まろんさん/23歳/Gカップ若妻 | 345SIMM-568 |        |
| 12月11日 | 2020最終神回！！！【ダブルG乳国宝神ギャル！！！顔面偏差値SSS級！！！】×【エロポテンシャルMAX！！！超絶敏感体質&ど変態蛇口ま●この凄すぎる鬼潮&激震ビクビク脳イキ連続絶頂！！！】※ベテラン男優3人が舌を巻く程エロ(エグ)過ぎる神ギャルで、ヌいてヌいてヌきまくれ！！！：朝までハシゴ酒 66 in浜松町駅周辺 マロン 22歳 ラウンジ嬢 / ハヅキ 23歳 ラウンジ嬢 | 300MIUM-665 |        |
| 12月12日 | 【完璧美貌×神スタイル×生ハメ射精3連発】埼玉発！外見は上品、でも中身は下品！常に新しいチ○ポを欲しがる激エロびっち！ねっとり丹念に舐めまわす粘着フェラチオ！何回射精しても手コキ&アナル舐め！あの手この手でチ○ポを強○勃起！ローションぶっかけヌルヌル生挿入！強烈ピストンで卑猥汁も溢れる連続爆イキSEX！！High class Beauty【なまハメT☆kTok Report.6】 まろん 24歳 8回中出しOKなカフェ店員                                                                               | 300MAAN-605 |        |
| 12月24日 | '【配信専用】エチエチすぎる舌技レロレロベロチュー手コキで射精待った無し！ 5'（松本いちか、吉良りん、花音うらら、木下ひまり、河合ゆい、赤井えちか、環ニコ、弥生みづき、樋口みつは） | FCH-070     |        |
| 12月29日 | 【しろうとハメ撮り】ナツキ/28歳/神ボディな教え子と生ハメ不倫SEX！ | 435MFC-068  |        |
| 2021年   | |             |        |
| 1月2日   | 美人すぎる白ギャルは国宝級お乳！！食い込むTバック美尻！！顔も！！乳も！！尻も！！全てがパーフェクトGALにエロナース服着せたら…最高に決まっております！！友達の高身長スーパーGALとの共演エロ！！爆ピスでアヘ顔晒すWギャルはやっぱりエロかった…！！ るいちゃん 21歳 神スタイルの天女クラスのモノホン美女！！ | 300NTK-494  |        |
| 1月7日   | '【配信専用】イキたいの？まだダメっ！！寸止め焦らしオイル手コキ 3'（田中ねね、木下ひまり、辻井ほのか、月城らん、水川スミレ、二階堂ゆか、椿ましろ、蘭華、神木まほろ） | FCH-071     |        |
| 1月31日  | 美人すぎるラーメン屋さんGAL！！メンもチンも啜って味見！！フェラテクはシズル感あり！？ピンク乳首の美巨乳は行列のできるオッパイ！！じっくりご奉仕で美体を反らしてよがる最高級ギャル！！エッチ度三ツ星の美女に替え玉ナカ出し2発！！/拝啓、美人店員さま/十二通目 まーちゃん 20歳 ラーメン屋の看板娘 | 300NTK-511  |        |
| 2月２日  | エロすぎる若義母とナイショの寝取りハメ撮りSEX！ あかねさん 24歳 G乳若妻 | 345SIMM-602 |        |
| 2月３日  | べりか☆逆バニー | POW-038     |        |
| 3月4日   | '【配信専用】完全主観！！チ●コを完全に包み込む、Gカップ以上…極上巨乳パイズリ ＃2'（叶ユリア、高瀬りな） | FCP-002     |        |
| 3月25日  | '【配信専用】『ど～したの？眠れないの？私が気持ち良い事して寝かせてあげるね…』究極の癒しエロ！ 添い寝手コキ！！ ＃2'（吉根ゆりあ、新川愛七） | FCP-007     |        |
| 6月1日   | まろん | BUZ-003     |        |
| 6月9日   | セクシーコスでフェラチオ／Maron | #838Maron   |        |
| 6月9日   | 元モデル受付嬢×性感オイルマッサージ】【Gカップ巨乳／芸術スレンダラスBODY】SSS級の極上美女が媚薬と猥褻施術で理性喪失なま中出し！！ 横田ゆりあ | 326HGP-021  |        |
| 2022年   | |             |        |
| 3月8日   | 【極スリム神秘的ボディ美女×快感ヤバすぎッ淫穴全開SEX！！】モデルと見紛う神STYLE！超ヤリマンがヨガを始めて更に性欲増幅！見られて興奮！？マ○コとアナル同時にご開帳！舐め好き美女のふんだん唾液フェラ！美尻わし掴み強○ピストンでイキ狂う！！隠語連発！絶叫アクメ中出し顔射SEX！！＜エロい娘限定ヤリマン数珠つなぎ！！～あなたよりエロい女性を紹介してください～103発目＞                                                                                                  | 300MAAN-756 |        |
| 4月22日  | 【超絶ビチャ濡れ美パイパン】【G爆乳9頭身神スレンダー】【変幻自在の淫語モンスター】【濃厚中出し顔射4連発】最高級の超絶いい女が大降臨！ちょっと触っただけで濡れまくりのビッチャビチャ！G爆乳スレンダー9頭身ギャルはもうたまらんです！！『奥が好き』『ち●ぽ刺さってる』変幻自在の淫語モンスターが縦横無尽にイキまくるッッ！！1度見てください！必ず満足させます！ギャルすたグラム#042                                                                                      | 483SGK-081  |        |
| 5月1日   | 【世界を股に掛けるダンサー】クラブやSNSで遊び相手を探すダンサー美人は男をたずねて三千里！？日本全国、時には海外まで仕事終わりにエロ旅ウォーカー！酒とチ●コに酔い、朝までずーっとフェラチオしてたい！チ●コにバイブス感じるアップテンポで男を100%イカせる！！奥までしゃぶり尽くし、いやらし腰使いで絶頂ダンス★Night【エロのスジガネNO.13】 | 428SUKE-118 |        |
| 5月7日   | 【最強ボディGカップ】イ●スタにエロい自撮りを載せる、筋トレとマッチョをこよなく愛するGカップ女社長をSNSナンパ！！駐車場でスタッフのチ●ポをしゃぶり始める超スキモノお姉さん！！さらにマッチョの生ハメ激ピスでひたすらイキまくり、「おマ◯コもっと突いて欲しい！！精子欲しいいい！！！」と中出し懇願！！！！【イ●スタやりたガール。】 | 390JNT-042  |        |
| 5月10日  | 【神が与えし極上クビレ美ボディ】ハメ撮り募集で激しこスケベ美女が降臨！彼氏の命令で応募しちゃいました！？NTR願望なGカップ二次元ボディに初対面チ○ポを生ハメ挿入♪オオカミコスで精子をねだって肉棒を喰らいつくしの濃厚2射精！！【あまちゅあハメREC＃まろん＃ハメ撮り応募美女】 | 435MFCS-017 |        |
| 5月11日  | 【日本球界激震】【暴露系ダンサー降臨】【B●GBOSSもビックリG乳神ボディ】淫乱絶頂ダンサー出没！ナン街ック天国#010 | 483PAK-010  |        |
| 6月18日  | 【パイパン巨乳美女ホステスをハメ倒す！】上品な見た目とのギャップに萌える！喘ぎ声が可愛いなつきさんとラブホでハメ撮りSEX！【ホステス/エレガント美女】 | 598HMT-002  |        |

## 出演

### ラジオ
- 夏希まろんのNight Venus（2023年8月7日～2024年8月6日、ラジオクロニクル）※vol.7までは「夏夜えるのNight Venus」

### YouTube
| 配信日     | チャンネル名                     | タイトル |
| ---------- | -------------------------------- | --- |
| 2022/10/27 | ヒカル（Hikaru）                 | 【男の夢】AV女優5人と行く湯けむり温泉旅行でカップル誕生していちゃいちゃ膝枕はじまったwww                          |
| 2022/11/23 | ラムタラMEDIA WORLD AKIBA        | 【22.11.18】夏希まろん さん☆イベント終了後コメント動画【桃太郎映像出版】                                          |
| 2022/12/16 | キス練習チャンネル【キスチャン】 | キス練習Youtube「ちゃんとキスしてますか？」夏希まろん先生                                                         |
| 2022/12/25 | ヒカル（Hikaru）                 | 第1回バトルミリオネア🔥ヒカル軍団（名人、みっき〜）VSレペゼン（銀太、まる）豪華ゲスト勢揃いクリスマス生放送！！！ |

## 書籍

### トレーディングカード
- ジューシーハニーコレクションカード PLUS #14　天使もえ＆伊藤舞雪＆栗山莉緒＆夏希まろん（2022年5月14日、株式会社ミント）

### 雑誌
- FANZA 2020年06月号（2020年4月22日、ジーオーティー）